# ماریا نیومن
ماریا نیومن (انگلیسی: Maria Newman؛ زادهٔ ۱۸ ژانویه ۱۹۶۲) یک آهنگساز اهل ایالات متحده آمریکا است.